# Episodi de Il mio amico Ricky (terza stagione)
La terza stagione della sitcom Il mio amico Ricky è stata trasmessa negli Stati Uniti dal 16 settembre 1984 al 7 aprile 1985.
| nº | Titolo originale                  | Prima TV USA      |
| -- | --------------------------------- | ----------------- |
| 1  | Best Friends                      | 16 settembre 1984 |
| 2  | Survival of the Fittest           | 23 settembre 1984 |
| 3  | Growing Pains: Part 1             | 30 settembre 1984 |
| 4  | Growing Pains: Part 2             | 7 ottobre 1984    |
| 5  | A Dark and Stormy Night           | 28 ottobre 1984   |
| 6  | I Won't Dance                     | 4 novembre 1984   |
| 7  | Voyage of the Darned: Part 1      | 11 novembre 1984  |
| 8  | Voyage of the Darned: Part 2      | 18 novembre 1984  |
| 9  | The Call of the Wild              | 25 novembre 1984  |
| 10 | Beauties and the Beasts           | 9 dicembre 1984   |
| 11 | 'Twas the Night Before Christmas  | 16 dicembre 1984  |
| 12 | Lulu's Back in Town               | 30 dicembre 1984  |
| 13 | The Trouble with Grandfather      | 6 gennaio 1985    |
| 14 | Special Friend                    | 13 gennaio 1985   |
| 15 | What's Cookin'?                   | 27 gennaio 1985   |
| 16 | Marry Me, Marry Me: Part 1        | 3 febbraio 1985   |
| 17 | Marry Me, Marry Me: Part 2        | 10 febbraio 1985  |
| 18 | Rick and the Legend               | 17 febbraio 1985  |
| 19 | Trouble with Words                | 24 febbraio 1985  |
| 20 | Hot Shot                          | 3 marzo 1985      |
| 21 | All the Principal's Men           | 10 marzo 1985     |
| 22 | Return of the Paisley Conspiracy  | 17 marzo 1985     |
| 23 | The Secret Life of Ricky Stratton | 24 marzo 1985     |
| 24 | The Babysitters                   | 7 aprile 1985     |